# 강릉소방서
강릉소방서(江陵消防署, Gangneung Fire Station)는 강원특별자치도 강릉시를 관할하는 강원특별자치도 소방본부 산하의 소방서이다. 소방서장은 소방정이고 1966년 개서하였다. 2016년 개서 50주년을 맞이하여 《강릉소방 50년사》를 발간하였다.

## 소방 환경
강릉시는 2015년을 기준으로 면적은 약 1,040 km2이고, 인구 약 21만 5천 명으로 강원특별자치도의 원주시나 춘천시에 비해서는 소방대상물의 수가 적고 화재발생의 빈도 또한 낮은 편이다. 2014년 기준 강원도 화재발생은 2,182 건이었고, 2014년 강릉에서 발생한 것은 233 건이다. 그러나, 2014년 강릉시를 방문한 관광객 누계는 1천2백만 명을 넘어 각종 교통·수난·산악사고가 빈번히 발생하고 있고 매년 크게 증가하고 있다.
강원특별자치도는 산림이 많아 주기적으로 산불 사고가 발생하고 있다. 2004년의 동해안 산불 당시에는 강릉을 비롯한 여러 지역이 피해를 보았다. 2017년 3월에는 강릉에서 대형 산불이 일어나 9시간 동안 10 여 ㏊가 소실되기도 하였고, 5월에는 강릉 삼척 지역의 산불로 강릉지역 산림 252 ha가 불타기도 하였다.

## 활동
Datei:

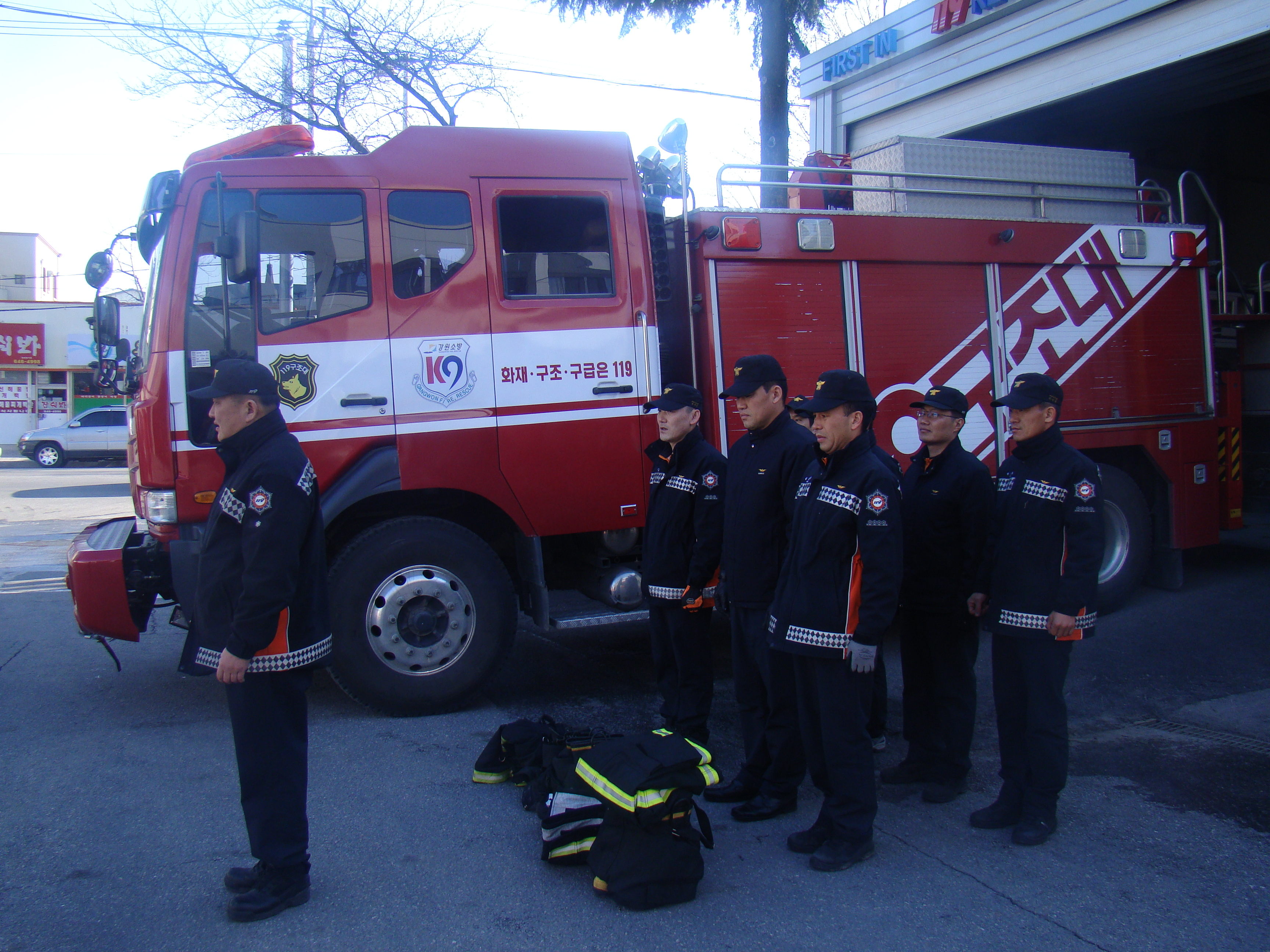
교대 점검 중인 강릉소방서 소방관

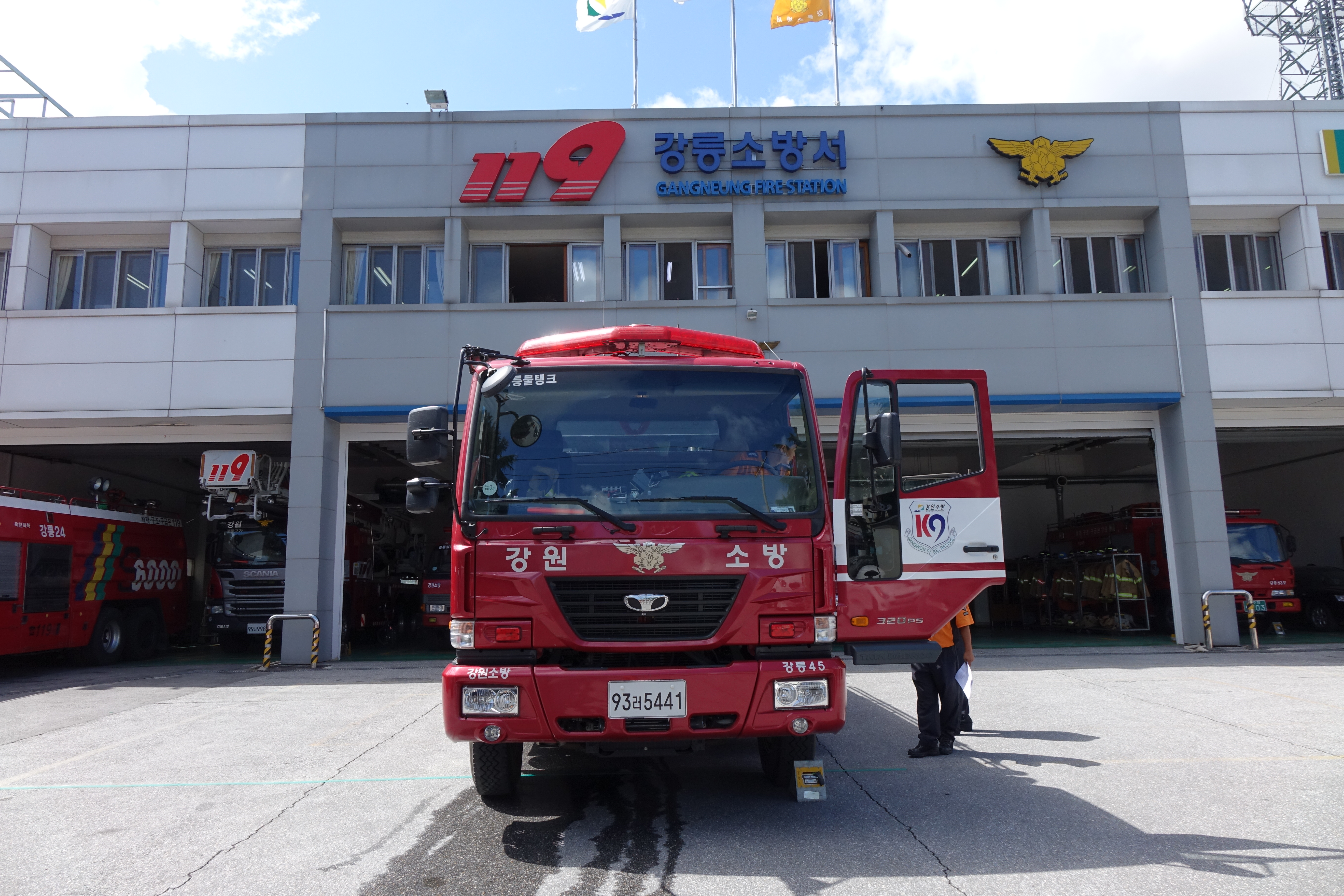
강릉소방서 소방차

소방서의 업무는 크게 보아 화재 예방과 진압활동, 구조 구급활동, 기타 국민편익 증진활동으로 나눌 수 있다. 강릉소방서는 우사에 난 불을 진압하는 등 의 각종 화재 진압 활동을 비롯하여, 안전체험장 운영과 같은 과 같은 재난 예방 활동도 하고 있다. 산불이 자주나는 소방 환경에 맞추어 해마다 산불 예방 교육을 실시하고 있다.
2017년 제22회 KBS 119상을 수상한 강릉소방서의 김재현 소방위는 상금을 산불 이재민을 위한 성금으로 기탁하여 화재가 되기도 하였다.

## 연혁
강릉지역에 소방을 전담하는 조직이 생긴 것은 1930년대로 시장이나 항만 화재에 강릉소방조가 응원 출동한 일을 보도한 기사들이 남아있다. 미군정기이던 1946년 12월 15일 강원도소방위원회의 결정에 따라 춘천, 강릉, 삼척, 주문진, 영월, 북평 등 6개 지역에 소방서가 설치되었다. 이때 설치된 강릉소방서는 1950년 5월 27일 폐지되었고 당시 인력이나 조직은 알기 어렵다. 1952년 8월 대한민국 정부는 대통령령 제670호로 각 시도의 소방서직제를 개편하여 대다수의 소방서를 폐지하고 해당 업무를 관할 경찰서로 이관하였다. 이에 따라 강릉소방서 역시 폐지되었다.
1966년 12월 늘어나는 소방 수요를 충원하기 위해 강릉소방서를 다시 개서하였다.
1966년 강릉소방서 개서 이후의 연혁은 아래와 같다.
- 1966년 12월 22일: 강릉소방서 개서
- 1970년 1월 25일: 옥천파출소 개소
- 1980년: 옥천동 청사 준공
- 2000년 7월 15일: 옥계파출소, 포남파출소 개소
- 1985년 6월 3일: 경포파출소 개소
- 1987년 9월 7일: 주문진파출소 개소
- 1994년 5월 10일: 내곡파출소 개소
- 1995년 11월 11일: 119 구조대 설치
- 2017년 10월 24일: 홍제동 신청사 준공

### 역대 서장[25]
| 대수 | 이름   | 재임 기간            |
| ---- | ------ | -------------------- |
| 초대 | 김광택 | 67.1.1-76.6.3        |
| 2대  | 김덕배 | 76.6.4-78.11.12      |
| 3대  | 김종원 | 78.11.13-80.7.26     |
| 4대  | 김석준 | 80.7.27-82.6.29      |
| 5대  | 황영철 | 82.6.30-84.3.6       |
| 6대  | 이용태 | 84.3.7-85.12.12      |
| 7대  | 나원찬 | 85.12.13-87.1.7      |
| 8대  | 김성환 | 87.1.8-88.7.1        |
| 9대  | 김진길 | 88.7.2-90.3.6        |
| 10대 | 문남현 | 90.3.7-90.10.10      |
| 11대 | 김홍인 | 90.10.18-92.4.30     |
| 12대 | 임승빈 | 92.5.1-93.3.5        |
| 13대 | 이성열 | 93.4.6-94.10.26      |
| 14대 | 현산규 | 94.10.27-95.11.16    |
| 15대 | 최고광 | 95.11.17-96.5.20     |
| 16대 | 정운화 | 96.5.21-98.8.31      |
| 17대 | 박길영 | 98.9.1-99.9.30       |
| 18대 | 서정하 | 99.10.7-00.6.30      |
| 19대 | 김전수 | 00.7.1-00.12.31      |
| 20대 | 문복기 | 01.1.1-04.8.2        |
| 21대 | 엄영섭 | 04.8.17-06.1.5       |
| 22대 | 조근희 | 06.1.6-08.6.30       |
| 23대 | 김기성 | 08.7.1-10.8.1        |
| 24대 | 박병호 | 10.8.2- 11. 7.28     |
| 25대 | 김남숙 | 11. 8. 9 ~ 13. 6. 30 |
| 26대 | 정은철 | 13. 7. 1~ 15. 12. 31 |
| 27대 | 주항중 | 16. 1. 1 ~ 17. 6. 30 |
| 28대 | 이진호 | 17. 7. 1 ~ 19. 6. 30 |
| 29대 | 진형민 | 19. 7. 1 ~ 현재      |

## 조직
| - 소방행정과 - 소방행정계 - 예산장비계 | - 예방안전과 - 예방계 - 소방민원계 | - 방호구조과 - 방호계 - 구조구급계 - 조사안전계 | - 현장대응과 - 구조진압계 - 구급대 |

## 관할센터 및 관할구역
강릉소방서는 7개의 119안전센터와 1개의 구조대를 산하에 두고 있다.
| 명칭                 | 사진 | 주소                  | 관할구역                                     | 지역대        |
| -------------------- | ---- | --------------------- | -------------------------------------------- | ------------- |
| 유천119안전센터      |      | 선수촌로 64-28        | 중앙동, 교1·2동, 유천동, 홍제동, 성산면 일부 |               |
| 옥천119안전센터      |      | 용지로 139            | 옥천동, 포남1동, 성덕동 일부                 |               |
| 경포119안전센터      |      | 해안로 502            | 사천면, 경포동, 초당동                       |               |
| 주문진119안전센터    |      | 주문진읍 연주로 226   | 주문진읍, 연곡면                             |               |
| 내곡119안전센터      |      | 범일로 660            | 성산면, 왕산면, 구정면, 내곡동, 강남동       |               |
| 포남119안전센터      |      | 하평2길 23            | 포남2동, 송정동, 성덕동 일부                 |               |
| 옥계119안전센터      |      | 옥계면 현내시장길 163 | 옥계면, 강동면                               | 정동119지역대 |
| 강릉소방서 119구조대 |      | 선수촌로 64-28        | 강원특별자치도 강릉시 일원                   |               |

## 의용소방대
강릉소방서의 의용소방대는 2017년 현재 총 23개 대, 628명으로 이루어져 있다. 2017년 5월 강릉 삼척 산불 진화에는 600여 명이 참여하였다.

## 사건사고
- 동해안 산불
- 2017년 9월 17일에 석란정에 발생한 화재를 진압하던 중 2명이 순직하였다.

## 같이 보기
- 대한민국의 소방
- 대한민국 소방청
- 강원특별자치도 소방본부